# ديجان ستيفانوفيتش
ديجان ستيفانوفيتش (بالصربية: Дејан Стефановић)‏، من مواليد 28 أكتوبر 1974 في نيس في يوغسلافيا، لاعب كرة قدم صربي.
بدأ مسيرته الكروية نادي النجم الأحمر في موسم 1994/1995، وشارك معهم في 46 مباراة وسجل 9 أهداف، وفي عام 1995 انتقل إلى نادي شيفيلد وينزداي الإنجليزي، ولعب معهم حتى عام 1999، وشارك معهم في 66 مباراة وسجل 4 أهداف، وفي عام 1999 انتقل إلى نادي بيروجيا الإيطالي، وفي عام 2000 لعب مع نادي بلغراد، وفي عام 2000 انتقل إلى نادي فيتيس أرنهم الهولندي، ولعب معهم حتى عام 2003، وشارك معهم في 94 مباراة وسجل 4 أهداف، ومنذ عام 2003 وهو يلعب مع نادي بورتسموث الإنجليزي.
و قد لعب مع منتخب يوغسلافيا لكرة القدم بين عامي 1995 و2004، وشارك معهم في 20 مباراة.

## روابط خارجية
- ديجان ستيفانوفيتش على موقع الاتحاد الدولي (مؤرشف)  (الإنجليزية)
- ديجان ستيفانوفيتش على موقع قاعدة بيانات كرة القدم.إي يو (الإنجليزية)
- ديجان ستيفانوفيتش على موقع ناشيونال فوتبول تيمز (الإنجليزية)
- ديجان ستيفانوفيتش على موقع Soccerbase.com (لاعب) (الإنجليزية)
- ديجان ستيفانوفيتش على موقع عالم كرة القدم.نت (الإنجليزية)